# Lac Nedlouc
Pour les articles homonymes, voir Nedlouc.
Le lac Nedlouc est un plan d'eau du territoire non organisé de la Rivière-Koksoak, sur le plateau de la péninsule d'Ungava, dans la région administrative du Nord-du-Québec, au Québec, au Canada.
La région se situe dans la toundra arctique avec quelques arbres rabougris.

## Géographie
Le lac Nedlouc comporte deux émissaires : la rivière Charpentier qui débute au nord-ouest du lac et la rivière Nedlouc sur le nord-est[réf. nécessaire]. Ce lac se subdivise en deux grands plans d'eau : l'un sur le sud-est et l'autre dans le nord-ouest. Ces deux plans d'eau sont interreliés par une série de rapides en eau peu profonde.

## Toponymie
D'origine Inuit, le toponyme "Nedlouc" signifie "mollets" ou "la partie de la cuisse au-dessus du genou". Le lien reste inconnu entre le lac Nedlouc et sa signification toponymique. Les Inuits désignaient le lac : "Nallualuk" et "Tasirtuuq" ; cette deuxième appellation signifie "beaucoup de lacs".
En 1951, la Commission de géographie du Québec a officialisé le nom du lac Nedluc. La graphie Nedluk a été utilisé dans l'histoire pour désigner ce lac ; cette dernière apparaît sur la carte du district d'Ungava insérée dans le neuvième rapport de la Commission de géographie du Canada préparé par James White (1911).
Le toponyme lac Nedlouc a été officialisé le 5 décembre 1968 à la Commission de toponymie du Québec.